# Jacob Mendes Da Costa

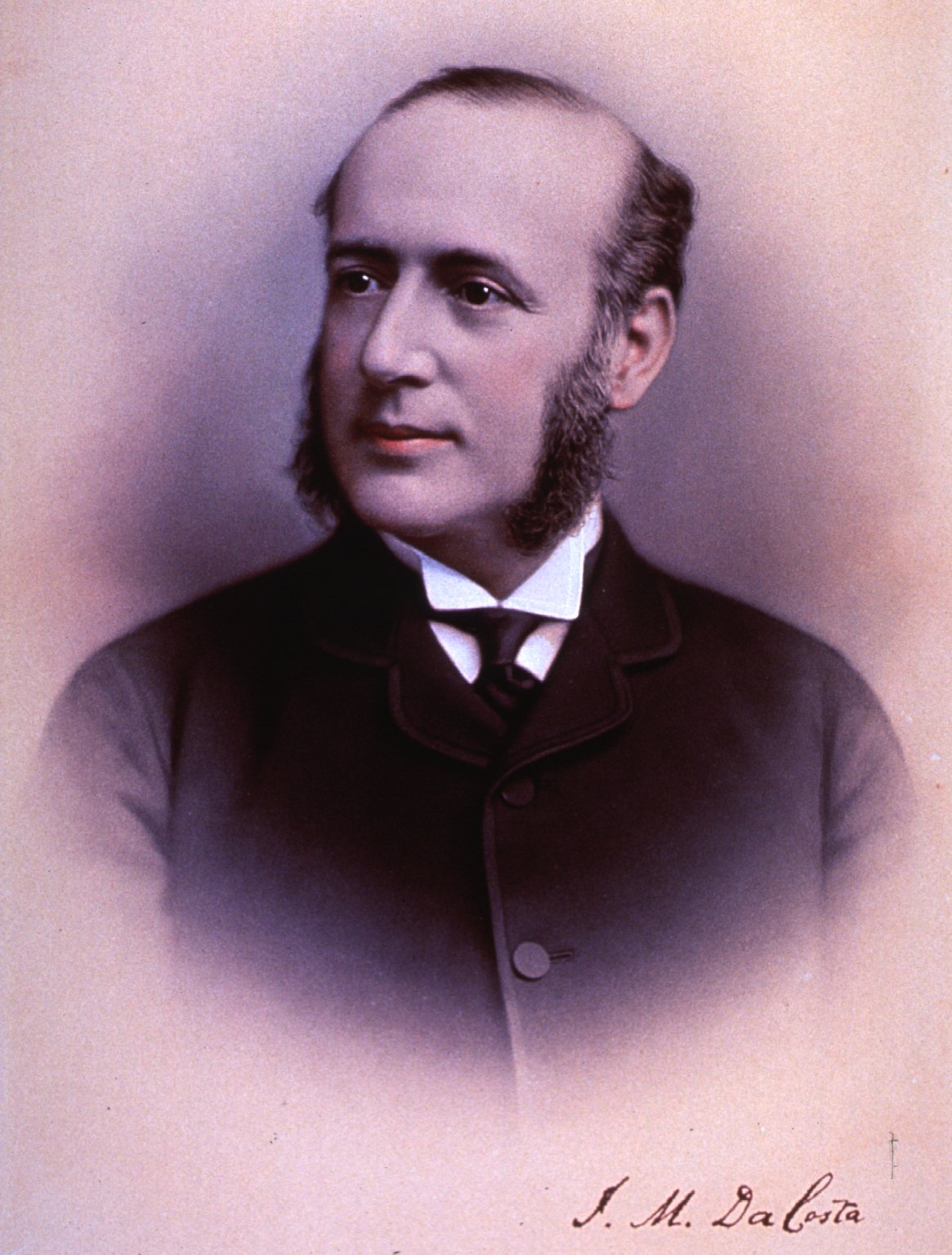
Jacob Mendes Da Costa

Jacob Mendes Da Costa (* 7. Februar 1833 auf Saint Thomas, im ehemaligen Dänisch-Westindien, heute Amerikanische Jungferninseln; † 11. September 1900 in Villanova, Pennsylvania) war ein US-amerikanischer Chirurg.

## Leben
Als Jacob vier Jahre alt war, verließen seine Eltern die dänische Kolonie und gingen zurück nach Europa. Da sie vermögend waren, erhielt er eine exzellente Erziehung durch Privatlehrer. Dann besuchte mit 13 Jahren das Gymnasium in Dresden zusammen mit seinem Bruder Charles. Hier studierte neben den alten auch die modernen Sprachen, so dass er fließend Deutsch und Französisch sprechen konnte. Außerdem konnte er Spanisch, Portugiesisch, Italienisch und Holländisch lesen.
1845, im Alter von 16 Jahren, entschied er sich für einen medizinischen Beruf und reiste nach Philadelphia, wo seine Mutter jetzt lebte, und begann am Jefferson Medical College, der heutigen Thomas Jefferson University mit dem Medizinstudium und graduierte 1852. Er erweiterte seine Hochschulbildung in Europa. Er verbrachte 1 1/2 Jahre in Paris, wo er der Lieblingsschüler von Armand Trousseau (1801–1867) wurde. Anschließend ging nach Prag und Wien, wo er mit Joseph Hyrtl (1810–1894) arbeitete.
1853 kehrte Da Costa nach Philadelphia zurück und war bis 1861 Privatdozent an der Poliklinik in Moyamensing.
Während des Sezessionskriegs diente Da Costa in der Unionsarmee und am Turner’s Lane Hospital in Philadelphia. Dort erforschte er somatoforme Störungen an Soldaten und beobachtete dabei erstmals das nach ihm benannte Da-Costa’sche Syndrom bzw. die Cardiophobie.
Nach dem Sezessionskrieg setzte Da Costa seine Lehrtätigkeit am Pennsylvania Hospital fort. Ab 1866 lehrte er klinische Medizin am Jefferson Medical College, 1872 wurde er Professor of theory and practice of medicine. Die American Academy of Arts and Sciences wählte ihn 1881 zu ihrem Mitglied. Da Costa wurde 1891 emeritiert, während seines Ruhestandes setzte er sich als Berater für die Reform des Medizinstudiums ein und war ab 1899 Kurator der University of Pennsylvania.
Zu Lebzeiten erschienen neun Auflagen seines Buches „Medical Diagnosis“ und war das erste vollständige Handbuch seiner Art. Nach Da Costa wird die Cardiophobie auch als Da-Costa-Syndrom bezeichnet.

## Werke
- Medical diagnosis: With Special Reference to Practical Medicine: a Guide to the Knowledge and Practical Medicine – Internet Archive. 2nd revised edition. J.B. Lippincott & Co., Philadelphia, 1866 [1864].
- Handbuch der speciellen medicinischen Diagnostik – Internet Archive. Nach der fünften Auflage bearbeitet von Dr. Hugo Engel Philadelphia und Dr. Carl Posner, Berlin. Verlag von August Hirschwald, Berlin 1883.
- An inquiry into the pathological anatomy of acute pneumonia. In: American journal of the medical sciences, Oktober 1855.
- On quinoidine in the treatment of intermittent fever. 1855.
- On the morbid anatomy and symptoms of cancer of the pancreas. In: Proceedings of the Pathological Society of Philadelphia. J.B. Lippincott & Co., Philadelphia 1858.
- On inhalations in the treatment of diseases of the respiratory passages: particularly as effected by the use of atomized fluids. In: New York medical journal, 1866.
- Modern Medicine: A Lecture Delivered October 7th, 1872 – Internet Archive. Introductory to the Course at the Jefferson Medical College.
- Respiratory percussion. In: American journal of the medical sciences, July 1875.
- The fluorides in medicine. In: Archives of medicine, June 1881. G.P. Putnam’s Sons, New York.
- Some points in the pathology of tubercle. In: Transactions of the Pathological Society of Philadelphia. Collins, Philadelphia 1882.
- Observations on the salts of nickel, especially the bromide of nickel. „With the compliments of George I. McKelway, apothecary, 1410 Chestnut Street, Walnut and Twentieth Streets.“ 1883.
- Remarks on the treatment of rose-cold and hay fever by cocaine. In: Transactions of the College of Physicians of Philadelphia, third series, volume VIII, S. 197. Read October 7, 1885.
- The treatment of valvular diseases of the heart. In: Transactions of the Association of American Physicians, September 1888.
- The treatment of valvular diseases of the heart. In: American journal of the medical sciences, November 1888. Read before the Association of American Physicians, September 19, 1888.
- Professional aspirations: Valedictory Address to the Graduating Class of Jefferson Medical College – Internet Archive. Delivered April 15, 1891. J.B. Lippincott & Co., Philadelphia.
- Bücher von Jacob M. Da Costa im Internet Archive.